# Humber Limited
Humber Limited byla britská společnost vyrábějící automobily, motocykly a jízdní kola.
Roku 1867 založil mechanik Thomas Humber v Nottinghamu dílnu na výrobu velocipédů. Měl úspěch díky tomu, že jako jeden z prvních vsadil na kola typu safety bicycle, která brzy vytlačila z trhu vysoká kola. Roku 1887 založil kapitálovou společnost a vstoupil na burzu, roku 1889 se sídlo firmy přestěhovalo do Coventry. Roku 1892 odešel zakladatel firmy na odpočinek, roku 1896 firma Humber vyrobila první motorovou tříkolku a o tři roky představila automobil značky Phaeton.
V letech před první světovou válkou patřil Humber k největším britským výrobcům automobilů, krátce se pokoušel také o výrobu letadel ve spolupráci s Louisem Blériotem. V roce 1925 se sloučil s firmou Commer a v roce 1928 s Hillmanem. Velká hospodářská krize vedla k dluhům a nucenému sloučení s koncernem Rootes Group. Humber poté ukončil výrobu jízdních kol a motocyklů a soustředil se pouze na osobní automobily, roku 1939 otevřel novou velkou továrnu v Ryton-on-Dunsmore. Za druhé světové války se výroba přeorientovala na obrněné vozy. Po válce se hlavními výrobky staly čtyřválec Humber Hawk a šestiválec Humber Super Snipe, v šedesátých letech činila produkce 800 vozů denně.
Po smrti Williama Rootese získala v roce 1967 kontrolní balík akcií americká korporace Chrysler. Posledním vozem vyráběným pod značkou Humber byl do roku 1976 sedan Humber Sceptre, od té doby produkovala továrna v Rytonu již pouze Chryslery.

## Fotogalerie

Humberette (1904)
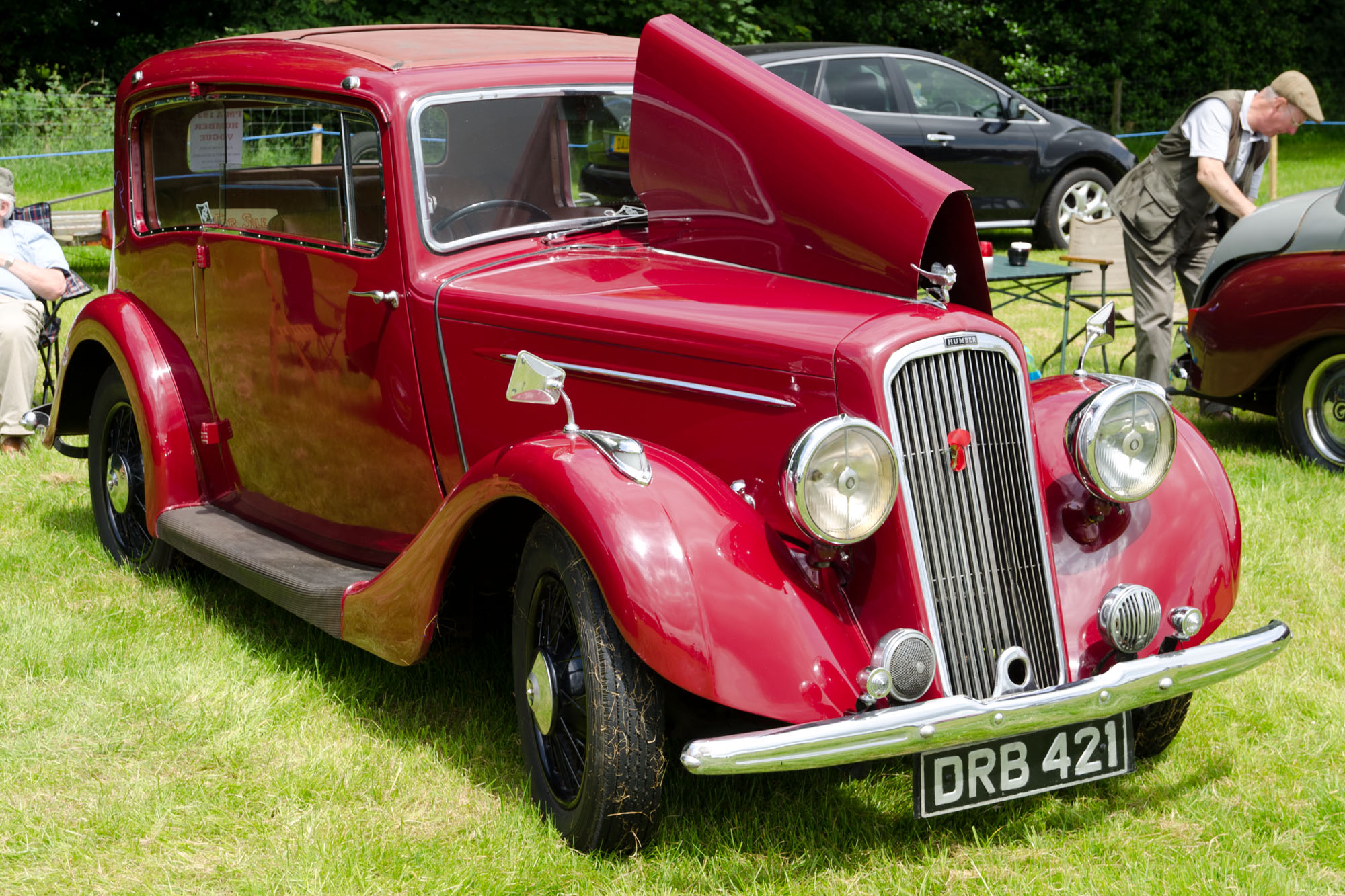
Humber 12 Vogue (1937)
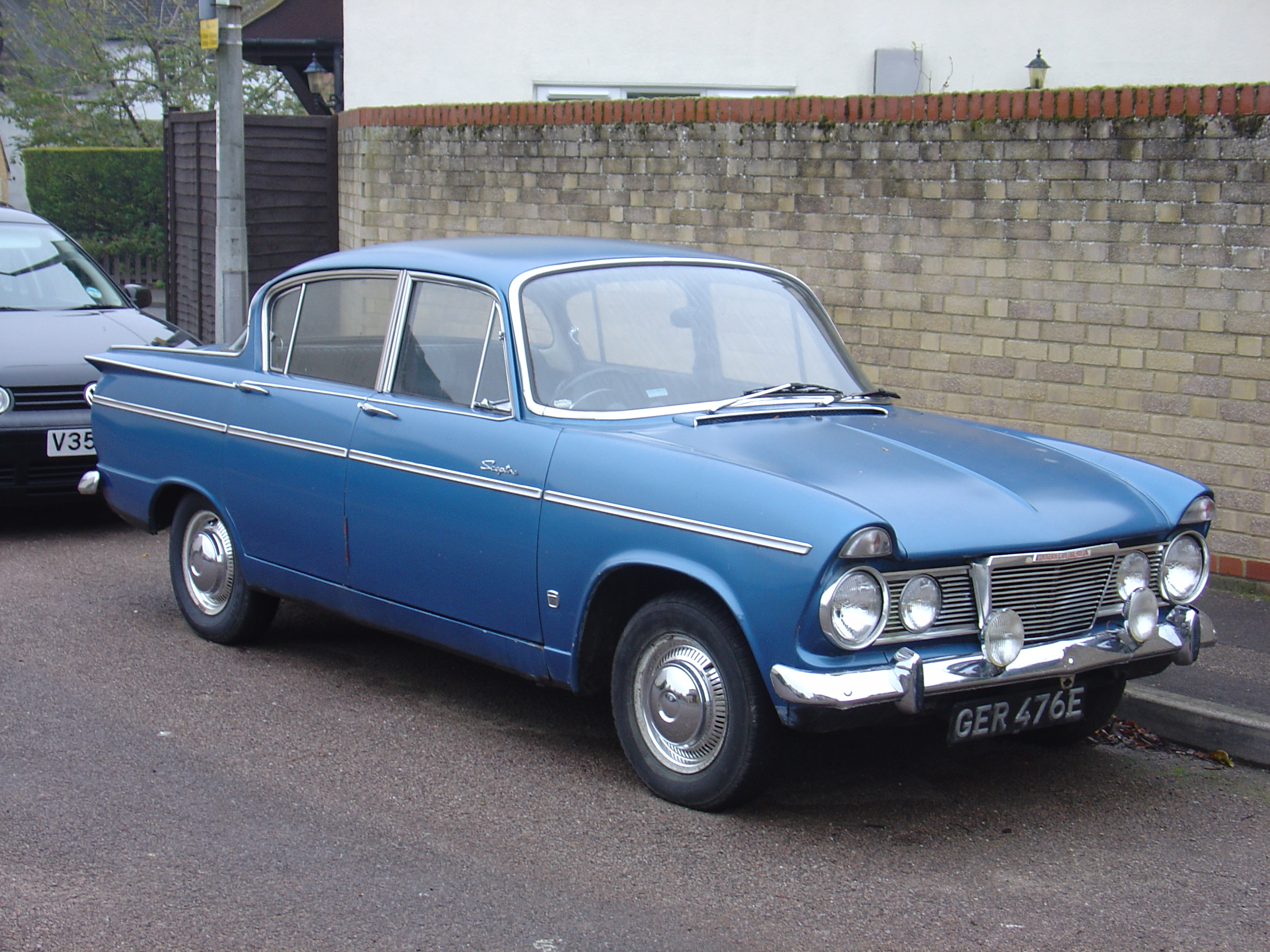
Humber Spectre (1967)
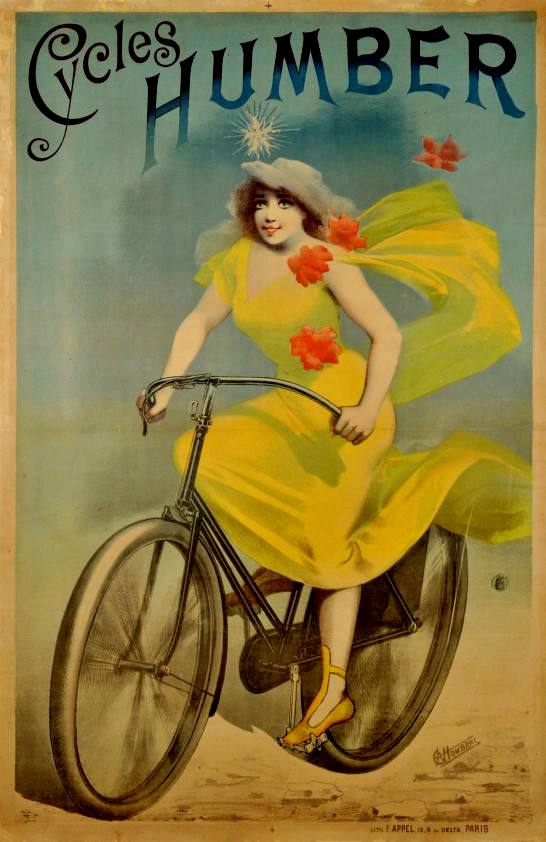
Francouzská reklama na kola Humber, 1895